# نساء الجزائر

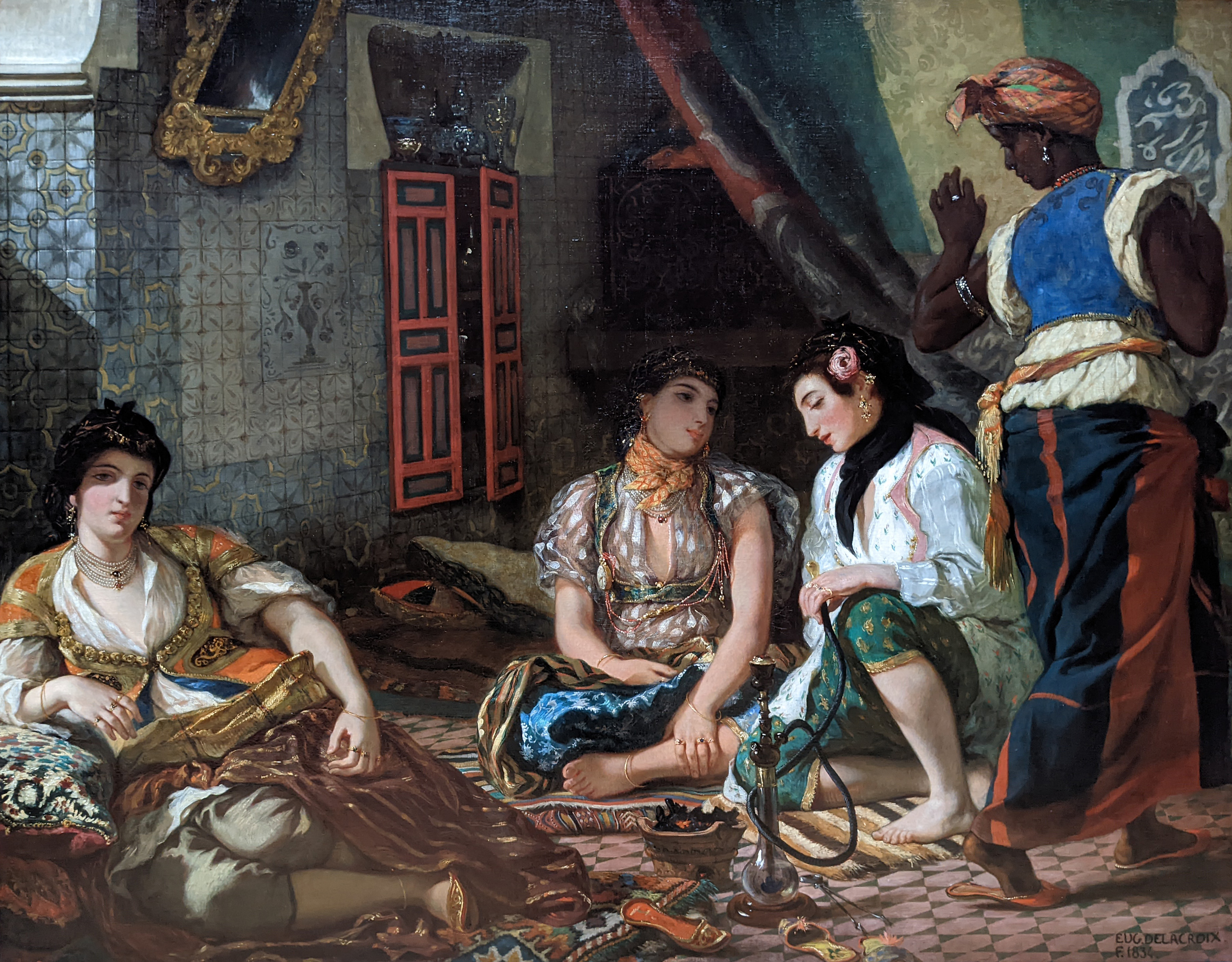
يوجين ديلاكروا، نساء الجزائر في غرفهن، 1834. زيت على قماش. 180 × 229. متحف اللوفر، باريس.

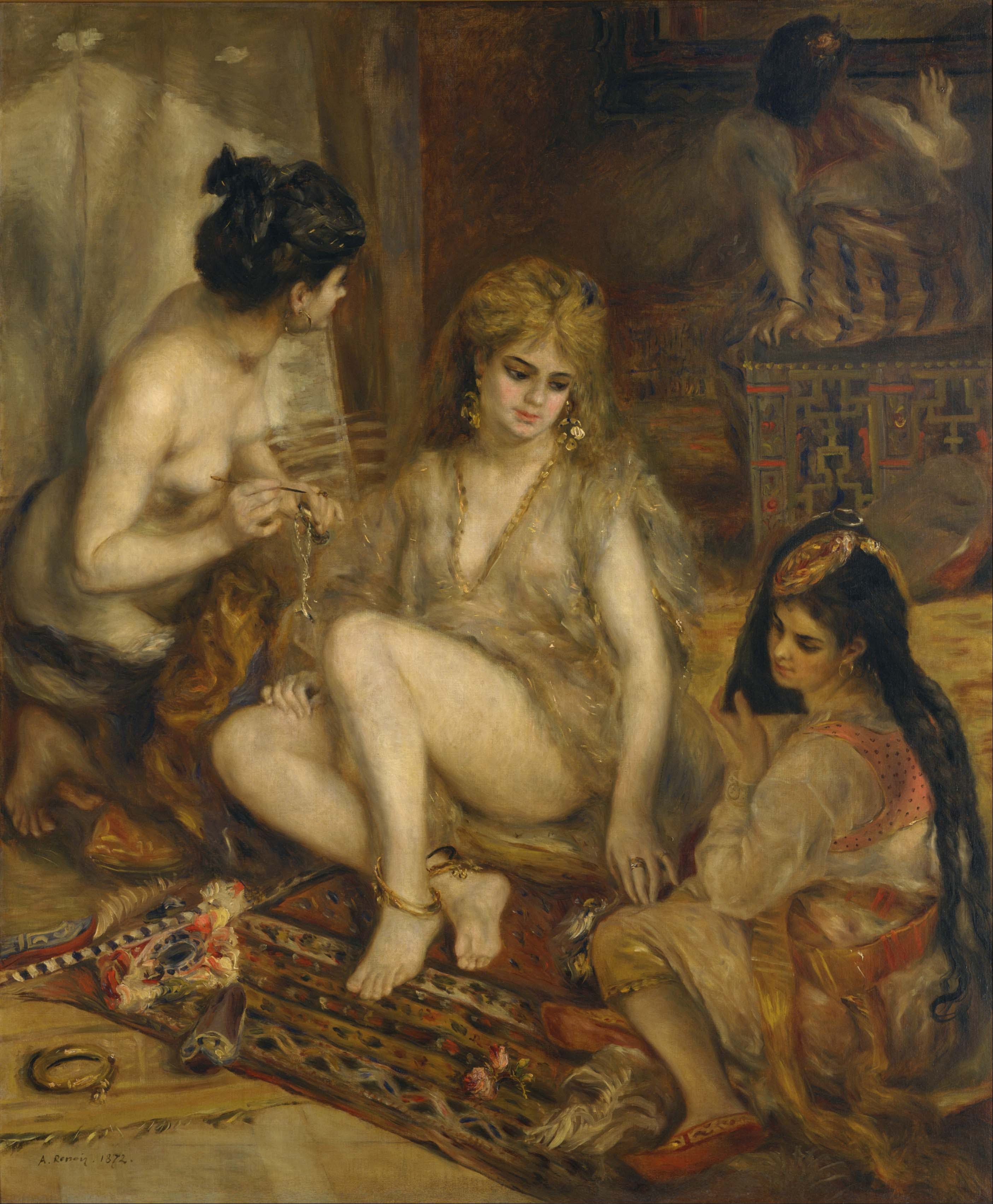
بيير أوجست رينوار، داخل حريم في مونمارتر (باريسيات يرتدين زي جزائريات)، 1872. زيت على قماش. 156 × 129. المتحف الوطني للفن الغربي، طوكيو.

نساء الجزائر (بالفرنسية: Les Femmes d'Alger)‏عبارة عن سلسلة من خمسة عشر لوحة مرقمة من حرف A إلى حرف O، أنشأها بابلو بيكاسو في عام 1955. وقد كانت اللوحة O من السلسة أغلى لوحة فنية بِيعت في التاريخ إلى غاية سنة 2017.
يرى عدد من النقاد أن بيكاسو أراد تحرير المرأة في هذه اللوحات من النظرة الاستشراقية التي يرى بها الغرب النساء الشرقيات، وتزامن رسم بيكاسو لهذه السلسلة مع الثورة الجزائرية التي أيّدها، وأنجز خلال هذه الفترة أيضا لوحة للمناضلة الجزائرية الشهيرة جميلة بوباشا. استلهم بيكاسو هذه السلسلة من لوحة استشراقية تحمل نفس الاسم ليوجين ديلاكروا رسمها بعد حوالي أربعة أعوام من استعمار فرنسا للجزائر سنة 1834.

## أصل السلسلة
السلسلة مستوحاة من لوحة «نساء الجزائر في شقتهن» للفنان أوجين ديلاكروا التي عُرضت عام 1834، والتي رآها بيكاسو في متحف اللوفر. رسم ديلاكروا نسخة ثانية تسمى نساء الجزائر في الداخل(1) في عام 1849. إنها أحد الأعمال التي أشاد بها بيكاسو بالرسامين الذين أعجب بهم وبأعمالهم، وتعتبر المرة الأولى في حياته المهنية التي قدم فيها بيكاسو سلسلة كاملة من اللوحات مخصصة لرسم رئيسي. قام بإنجازه في غضون أسابيع قليلة وتضمن 15 لوحة، وعدة عشرات من الرسومات، و 9 نقوش وطباعتين حجريتين(2).

## الرسومات التحضيرية للسلسلة
قام بيكاسو بعمل العديد من الرسومات بناءً على عمل ديلاكروا بين 10 يناير 1940 و 26 مايو 1940(3). دفتر ملاحظات ليوم 15 نوفمبر إلى 5 ديسمبر 1954(4) يظهر صورة جاكلين التي تشبه إلى حد بعيد امرأة من الجزائر على يمين لوحة نساء الجزائر في شقتهن لديلاكروا: بالإضافة إلى رسم 25 نوفمبر 1954. من 25 نوفمبر 1954 إلى منتصف فبراير 1955، قام بيكاسو بعمل عدة عشرات من الرسومات التمهيدية من أجل إنشاء لوحاته:
| تاريخ                   | عدد الرسومات |
| ----------------------- | ------------ |
| 27 نوفمبر 1954          | 3            |
| 1 ديسمبر 1954           | 4            |
| 5 ديسمبر 1954           | 7            |
| 21 ديسمبر 1954          | 2            |
| 25 ديسمبر 1954          | 4            |
| 26 ديسمبر 1954          | 11           |
| 28 ديسمبر 1954          | 16           |
| 29 ديسمبر 1954          | 3            |
| 31 ديسمبر 1954          | 7            |
| 2 يناير 1955            | 4            |
| 2-3 يناير 1955 (تقديري) | 2            |
| 3 يناير 1955            | 6            |
| 7 يناير 1955            | 10           |
| 8 يناير 1955            | 7            |
| 23 يناير 1955           | 1            |
| 24 يناير 1955           | 2            |
| 3 فبراير 1955           | 2            |
| 7 فبراير 1955           | 1            |

رسم بيكاسو ما لا يقل عن 92 رسماً تحضيريا بين 27 نوفمبر 1954 و 7 فبراير 1955 من أجل رسم لوحاته النهائية. متحف بيكاسو في باريس يحتوي على 81(5)؛ بينما متحف مالقة لديه رسمة واحدة. يحتوي متحف بيكاسو في باريس أيضًا على رسم تحضيري من عام 1955 بالرغم من أن تاريخه الدقيق غير معروف.
بعدما رسم النسخة الأخيرة من سلسلة اللوحات القماشية هذه، رسم بيكاسو 9 رسومات أخرى تتعلق بـ نساء الجزائر: رسمتان في 28 فبراير 1955 و 7 رسومات في 7 مارس 1955.

## البيع والمعارض
عُرضت هذه اللوحات من 7 يونيو 1955 إلى 15 أكتوبر 1955 في معرض بيكاسو في متحف الفنون الزخرفية في باريس. ساهمت ثمانية متاحف دولية وثلاثون جامعًا في هذا المعرض الاستعادي المؤلف من 140 عملاً(6).
اشترت دار عرض لويز ليريس(7) (بالفرنسية: Galerie Louise Leiris)‏ في باريس هذه اللوحات من بابلو بيكاسو بعد ذلك في مايو 1956. في 30 مايو 1956، طلب كانويلر من فيكتور غانز الرد بسرعة على عرضه بقيمة 80 مليون فرنك لأنه كان لديه طلبات أخرى. في 31 مايو 1956، رد فيكتور غانز بأنه يمكنه دفع 70 مليون فرنك فورا بالعملة الصعبة وأعرب عن أمله في أن يقبل كانويلر هذا العرض، لكن كانويلر رد في 1 يونيو بأنه لا يمكن تخفيض السعر. في 4 يونيو، وافق فيكتور غانز على عرض كانويلر وطلب منه كتابة شروط الدفع.
في 6 يونيو 1956، باعت دار عرض لويز ليريس السلسلة بأكملها إلى فيكتور وسالي غانز مقابل 80 مليون فرنك فرنسي (212,593 دولارًا). كان كانويلر، دون علم بيكاسو، قد وضع شرطًا للشراء: كان على المشتري أن يأخذ السلسلة بأكملها فيما كان يظن بيكاسو أن رسوماته كانت تباع إلى مشترين مختلفين.
أفادت هيلين بارملين في كتابها بيكاسو في الساحة أن هذا البيع كان له تأثير غريب عليها بعد أن أخبرها بيكاسو بذلك، واتفقا على أن المشتري لا يجب أن يحتفظ بالمجموعة بأكملها. لم يكن بإمكان فيكتور وسالي غانز الاحتفاظ بالمجموعة بأكملها ، لذلك بيعت عشر لوحات في يناير 1957: حيث اشترت دار عرض سايدنبرغ (Saidenberg) الإصدارات B و E و F و G مقابل 37000 دولار؛ واشترت دار عرض باول روزنبرغ الإصدارات A و D و I و J و L و N مقابل 120,500 دولار. احتفظ فيكتور وسالي جانز بإصدارات C و H و K و M و O مما كلفهم بالتالي حوالي 55000 دولار (كان السعر التراكمي المدفوع في البداية لهذه اللوحات الخمس 83996 دولارًا).
في نوفمبر 1997، بيعت أربعة إصدارات (الإصدارات H و K و M و O) في دار مزادات الفنون كريستيز تحت اسم «مجموعة فيكتور وسالي جانز» (بالإنجليزية: The Collection of Victor and Sally Ganz)‏.
حاليا، ستة إصدارات من هذه السلسة اقتنتها متاحف أو مؤسسات فنية، بينما تسعة إصدارات اقتناها أشخاص.(8)

## الإصدارات والنسخ
يوجد 15 إصدارًا في هذه السلسلة، مرقمة من A إلى O: ست لوحات صغيرة، لوحتان عموديتان بشخصية معزولة وسبع لوحات كبيرة. تاريخ محدد على ظهر كل لوحة. في البداية، لم يوقع بيكاسو أيًا من اللوحات الـ 15 خلال رسمها، لكنه وقعها لاحقًا.

### الإصدار A
اكتمل في 13 ديسمبر 1954. اشترى الدكتور هيرشل كاري ووكر (1890-1975) هذا الإصدار من عند بول روزنبرغ في عام 1957. ثم تبرعت مؤسسة كاري ووكر بهذا الإصدار إلى متحف وادزورث أثينيوم للفنون (في هارتفورد) في عام 1994.

### الإصدار B
أُنهي هذا الإصدار في 13 ديسمبر 1954، وهو الآن عند مشتري خاص غير معروف.

### الإصدار C
أُنهي هذا الإصدار في 28 ديسمبر 1954، وحصل عليه فيكتور وسالي غانز مقابل 8518 دولارًا، وبِيع هذا الإصدار في 10 نوفمبر 1988 إلى دار سوذبيز بعد وفاة فيكتور غانز  تنتمي إلى المجموعة الخاصة لديفيد ناهماد وعرضته صالة هيلي ناهاماد للبيع في عام 2015 مقابل 16 مليون دولار.

### الإصدار D
أُنهيت هذه النسخة في 1 يناير 1955، وهي تنتمي إلى مجموعة جانيس وهنري لازاروف قبل أن يتبرعا بها إلى متحف مقاطعة لوس أنجلوس للفنون في ديسمبر 2007.

### الإصدار E
أُنهي هذا الإصدار في 16 يناير 1955، وتبرع به ويلبر دي ماي في عام 1964 لمتحف الفن الحديث في سان فرانسيسكو.

### الإصدار F
أُنهيت النسخة في 17 يناير 1955، قرر دانيال وإليانور سايدنبرغ الاحتفاظ بهذه النسخة لمجموعتهم الخاصة. بِيعت بعد ذلك إلى متشري خاص في عام 2011. بيعت هذه النسخة بمبلغ 29.22 مليون دولار في 10 يوليو 2020 في مزاد كريستيز وان: بيع عالمي للقرن العشرين.

### الإصدار G
أُنهي هذا الإصدار في 18 يناير 1955، وهو عند مشتري خاص غير معروف.

### الإصدار H
اكتملت النسخة في 24 يناير 1955، وحصل عليها فيكتور وسالي غانز مقابل 8518 دولارًا، وبِيعت مقابل 7.15 مليون دولار في نوفمبر 1997 في كريستيز (مجموعة غانز، مجموعة 35). وهي جزء من المجموعة الخاصة لدايفيد ناهماد في سويسرا. في عام 2010 أُعيرت إلى متحف تايت ليفربول في بريطانيا. في عام 2021، عُرض هذا الإصدار في متحف بيكاسو في أنتيبس كجزء من معرض عشر روائع من مجموعة ناهماد.

### الإصدار I
أُنهيت النسخة في 25 يناير 1955، واشتراها بول روزنبرغ في عام 1957، ثم بيعت إلى فروا دي انجيلي، ثم اشترتها مؤسسة نورتون سيمون في عام 1973 من معرض بايلر (بازل، سويسرا)، ونُقلت أخيرًا إلى مؤسسة الفن نورتون سيمون عام 1986.
اكتملت النسخة في 26 يناير 1955. بِيعت مقابل 18.6 مليون دولار في مزاد سوذيبز في عام 2006 (Impressionist & Modern Art، Part One، Lot 12)  وهي الآن جزء من مجموعة ناهماد

### الإصدار K
اكتملت النسخة في 6 فبراير 1955، وحصل عليها فيكتور وسالي غانز مقابل 8518 دولارًا ، وبِيعت مقابل 6.6 مليون دولار في نوفمبر 1997 في كريستيز (مجموعة غانز، مجموعة 36).

### الإصدار L
أُنهيت هذه النسخة في 9 فبراير 1955، واشتراها بول روزنبرغ في عام 1957، ثم حصلت عليها عائلته في عام 1959 بعد وفاته. في 4 مايو 2011، اشترى متحف بيرجروين في برلين هذا الإصدار مقابل 21.4 مليون دولار من كريستيز.
اكتمل في 11 فبراير 1955، حصل عليه فيكتور وسالي جانز على 31810 دولارات أمريكية، وبيعت هذه النسخة مقابل 10 ملايين دولار في نوفمبر 1997 في كريستيز (مجموعة غانز، الكثير 34).

### الإصدار N
اكتمل في 13 فبراير 1955. اشترى متحف ميلدريد لين كمبر للفنون (جامعة واشنطن في سانت لويس) هذا الإصدار في عام 1960 بفضل أموال شتاينبرغ. عُرض في عام 2010 في متحف تايت ليفربول.

### الإصدار O
اكتملت النسخة في 14 فبراير 1955، وعرضت تقديرًا لبيكاسو في جراند باليه في باريس عام 1966. حصل عليها فيكتور وسالي غانز مقابل 26632 دولارًا، وبيعت مقابل 31.9 مليون دولار في 10 نوفمبر 1997 في كريستيز (مجموعة غانز، القرعة 33)  إلى ليبي هاوي، وهو تاجر أعمال فنية الذي اشتراه لحساب شخص مجهول من المملكة العربية السعودية ويقيم في لندن. أُعيرت هذه اللوحة في عام 2008 إلى متحف اللوفر.
في 11 مايو 2015، بِيع هذا الإصدار في 11 دقيقة بسعر 179.3 مليون دولار (التطلع إلى الماضي، الكثير 8 أ)  وقدد اشتراها حمد بن جاسم آل ثاني. وهكذا أصبحت هذه اللوحة أغلى لوحة في التاريخ تُباع في المزاد حتى مزاد لوحة دافنشي في عام 2017, ,.
وكانت دار كريستيز قد وضعت تقديرًا قدره 140 مليون دولار. حيث كانت أغلى اللوحة لوحة مبيعًا في المزاد هي لوحة دراسات ثلاث للوسيان فرويد لفرانسيس بيكون، والتي حققت 142.4 مليون دولار في عام 2013.

## استخدام السلسلة في الأدب
استخدم جزء من النسخة O (المرأة في الجزء الأيسر) غلافًا لرواية المطر للكاتب الجزائري رشيد بوجدرة.

## الهوامش
- 1: معروضة في متحف فابر في مونبلييه.
- 2: طباعة حجرية من 20 يناير 1955 وطباعة حجرية من 5 فبراير 1955.
- 3: دفتر ملاحظات رويان رقم 45 (الأرشيف رقم: MP1879): الأوراق 2 [51] و 3 [52] و 4 [53] و 5 [54] و 6.[55]
- 4: دفتر ملاحظات رقم 51، الأرشيف رقم: MP1883.
- 5: اثنتان منها لهما تاريخ تقديري.
- 6: 42 لوحة عرضها بيكاسو شخصيا و 20 لوحة أخرى جيء بها من الولايات المتحدة.
- 7: يديرها دانيال هنري كانويلر.
- 8: ثلاثة منها هي ضمن المجموعات الفنية لديفيد ناهماد، الميلياردير اليهودي ذو الأصول السورية

## المذكرات والمراجع
1. ↑  Mahmoud.Munir. "نساء-الجزائر"-لـ-بيكاسو-تحرير-المرأة-من-الاستعمار ""نساء الجزائر" لـ بيكاسو: تحرير المرأة من الاستعمار". https://www.alaraby.co.uk/. مؤرشف من الأصل في 2021-05-10. اطلع عليه بتاريخ 2022-07-20. {{استشهاد ويب}}: روابط خارجية في |موقع= (مساعدة)
2. ↑  "Carnet n°51 (MP1883) - folio 14". photo.rmn.fr. مؤرشف من الأصل في 2021-07-11. اطلع عليه بتاريخ 2021-07-11.
3. ↑  "Carnet n°51 (MP1883) - folio 17". photo.rmn.fr. مؤرشف من الأصل في 2021-07-11. اطلع عليه بتاريخ 2021-07-11.
4. ↑  "Étude pour "Les Femmes d'Alger", 1er décembre 1954 - IV". Musée Picasso Paris (بالفرنسية). Archived from the original on 2022-06-13. Retrieved 2021-07-10.
5. ↑  "Carnet n°51 (MP1883) - folio 25". photo.rmn.fr. مؤرشف من الأصل في 2021-07-11. اطلع عليه بتاريخ 2021-07-11.
6. ↑  "Étude pour "Les Femmes d'Alger", 21 décembre 1954 - II". Musée Picasso Paris (بالفرنسية). Archived from the original on 2022-06-13. Retrieved 2021-07-10.
7. ↑  "Étude pour "Les Femmes d'Alger", 25 décembre 1954 - IV". Musée Picasso Paris (بالفرنسية). Archived from the original on 2022-06-13. Retrieved 2021-07-10.
8. ↑  "Étude pour "Les Femmes d'Alger", 26 décembre 1954 - XI". Musée Picasso Paris (بالفرنسية). Archived from the original on 2022-06-13. Retrieved 2021-07-10.
9. ↑  "Étude pour "Les Femmes d'Alger", 28 décembre 1954 - XVI". Musée Picasso Paris (بالفرنسية). Archived from the original on 2022-06-13. Retrieved 2021-07-10.
10. ↑  "Étude pour "Les Femmes d'Alger", 29 décembre 1954 - III". Musée Picasso Paris (بالفرنسية). Archived from the original on 2022-06-13. Retrieved 2021-07-10.
11. ↑  "Étude pour "Les Femmes d'Alger", 31 décembre 1954 - VII". Musée Picasso Paris (بالفرنسية). Archived from the original on 2022-06-13. Retrieved 2021-07-10.
12. ↑  "Étude pour "Les Femmes d'Alger", 2 janvier 1955 - IV". Musée Picasso Paris (بالفرنسية). Archived from the original on 2022-06-13. Retrieved 2021-07-10.
13. ↑  "Étude pour "Les Femmes d'Alger", 3 janvier 1955 - VI". Musée Picasso Paris (بالفرنسية). Archived from the original on 2022-06-13. Retrieved 2021-07-10.
14. ↑  "Étude pour "Les Femmes d'Alger", 7 janvier 1955 - X". Musée Picasso Paris (بالفرنسية). Archived from the original on 2022-06-13. Retrieved 2021-07-10.
15. ↑  "Étude pour "Les Femmes d'Alger", 8 janvier 1955 - VII". Musée Picasso Paris (بالفرنسية). Archived from the original on 2022-06-13. Retrieved 2021-07-10.
16. ↑  "Étude pour "Les Femmes d'Alger", 23 janvier 1955". Musée Picasso Paris (بالفرنسية). Archived from the original on 2022-06-13. Retrieved 2021-07-10.
17. ↑  Christoph Grunenberg; Lynda Morris (2010). Picasso: Peace and Freedom (بالإنجليزية). Tate publishing. p. 175.
18. ↑  "Étude pour "Les Femmes d'Alger", 3 février 1955 - II". Musée Picasso Paris (بالفرنسية). Archived from the original on 2022-06-13. Retrieved 2021-07-10.
19. ↑  "Étude pour "Les Femmes d'Alger", 3 février 1955". Musée Picasso Paris (بالفرنسية). Archived from the original on 2022-06-13. Retrieved 2021-07-10.
20. ↑  "LAS MUJERES DE ARGEL, 24 de enero de 1955, II". Fundación Casa Natal de Picasso (بالإسبانية). Archived from the original on 2021-07-13. Retrieved 2021-07-10.
21. ↑  "72 dessins préparatoires pour Les Femmes d'Alger". Musée Picasso Paris (بالفرنسية). Archived from the original on 2022-06-13. Retrieved 2021-07-10.
22. ↑  Maurice Jardot (1955). Picasso : Peintures, 1900-1955. Paris: Union centrale des arts décoratifs.
23. ↑  Michael Fitzgerald (1997). A Life of Collecting: Victor and Sally Ganz (بالإنجليزية). Christie's. p. 12.
24. 1 2  "Les femmes d'Alger (Version "O") - 1997". www.christies.com (بالإنجليزية). Archived from the original on 2021-07-09. Retrieved 2021-07-09.
25. ↑  Michael Fitzgerald (1997). A Life of Collecting: Victor and Sally Ganz (بالإنجليزية). Christie's. p. 51.
26. ↑  "Les femmes d'Alger - Version A". 5058.sydneyplus.com. مؤرشف من الأصل في 2022-05-31. اطلع عليه بتاريخ 2021-07-09.
27. 1 2 3 4 5  Michael Fitzgerald (1997). A Life of Collecting: Victor and Sally Ganz (بالإنجليزية). Christie's. p. 231.
28. ↑  Christoph Grunenberg; Lynda Morris (2010). Picasso: Peace and Freedom (بالإنجليزية). Tate publishing. p. 174.
29. ↑  "Helly Nahmad Returns to Art Basel". Artnet News (بالإنجليزية الأمريكية). 18 Jun 2015. Archived from the original on 2022-06-20. Retrieved 2021-07-09.
30. ↑  "The Women of Algiers, after Delacroix (Variation D)". collections.lacma.org. مؤرشف من الأصل في 2021-07-11. اطلع عليه بتاريخ 2021-07-09.
31. ↑  "Les femmes d'Alger". sfmoma.org (بالإنجليزية). Archived from the original on 16 مايو 2022. Retrieved 7 juillet 2021. {{استشهاد ويب}}: تحقق من التاريخ في: |تاريخ الوصول= (help)
32. ↑  "Les femmes d'Alger (version 'F')". www.christies.com (بالإنجليزية). Archived from the original on 2021-07-11. Retrieved 2021-07-09.
33. ↑  "Les femmes d'Alger (Version "H")". www.christies.com (بالإنجليزية). Archived from the original on 2021-07-11. Retrieved 2021-07-09.
34. ↑  Tate. "Picasso: Peace and Freedom - Room 5: The Women of Algiers". Tate (بالإنجليزية البريطانية). Archived from the original on 2021-11-04. Retrieved 2021-07-09.
35. ↑  "Women of Algiers, Version "I"". www.nortonsimon.org. مؤرشف من الأصل في 2022-04-19. اطلع عليه بتاريخ 2021-07-09.
36. ↑  "Les femmes d'Alger - Version J". sothebys.com. مؤرشف من الأصل في 2021-11-21.
37. ↑  Christoph Grunenberg; Lynda Morris (2010). Picasso: Peace and Freedom (بالإنجليزية). Tate publishing. p. 172.
38. 1 2  "collection ganz sale results". www.artnet.com. مؤرشف من الأصل في 2022-04-07. اطلع عليه بتاريخ 2021-07-09.
39. ↑  "Les femmes d'Alger (version "L")". www.christies.com (بالإنجليزية). Archived from the original on 2021-07-09. Retrieved 2021-07-09.
40. ↑  "Pablo Picasso works draw art world to Berlin". the Guardian (بالإنجليزية). 7 Jun 2013. Archived from the original on 2022-04-07. Retrieved 2021-07-09.
41. ↑  "Les femmes d'Alger, Variation "N"". www.kemperartmuseum.wustl.edu. مؤرشف من الأصل في 2022-04-19. اطلع عليه بتاريخ 2021-07-09.
42. ↑  Christoph Grunenberg; Lynda Morris (2010). Picasso: Peace and Freedom (بالإنجليزية). Tate publishing. p. 173.
43. ↑  Hommage à Pablo Picasso. Réunion des musées nationaux. 1966.
44. ↑  Vogel, Carol (11 Nov 1997). "Prized Picasso Leads the Ganz Collection to a Record Auction of $206 Million". The New York Times (بالإنجليزية الأمريكية). ISSN:0362-4331. Archived from the original on 2022-04-07. Retrieved 2021-07-09.
45. ↑  "Les femmes d'Alger (Version 'O') - 2015". www.christies.com (بالإنجليزية). Archived from the original on 2021-07-11. Retrieved 2021-07-09.
46. ↑  "Un (riche) Qatari serait l'acquéreur des Femmes d'Alger". Le Journal Des Arts (بالفرنسية). Archived from the original on 2021-07-11. Retrieved 2021-07-09.
47. ↑  "Un Picasso, vendu 179,36 millions de dollars, devient la toile la plus chère du monde". francetvinfo.fr. 12 mai 2015. مؤرشف من الأصل في 2024-12-22. {{استشهاد ويب}}: تحقق من التاريخ في: |تاريخ= (مساعدة).
48. ↑  "Page cannot be found - BBC News".
49. ↑  "Picasso et Giacometti : double record de vente chez Christie's". lefigaro.fr. 12 mai 2015. مؤرشف من الأصل في 2025-02-18. {{استشهاد ويب}}: تحقق من التاريخ في: |تاريخ= (مساعدة).
50. ↑  "Peut-on dire: "ennuyeux comme la pluie?"". Le Devoir. 8 août 1987. {{استشهاد بدورية محكمة}}: تحقق من التاريخ في: |تاريخ= (مساعدة)
51. ↑  "Carnet n°45 (MP1879) - folio 2". photo.rmn.fr. مؤرشف من الأصل في 2021-07-11. اطلع عليه بتاريخ 2021-07-11.
52. ↑  "Carnet n°45 (MP1879) - folio 3". photo.rmn.fr. مؤرشف من الأصل في 2021-07-11. اطلع عليه بتاريخ 2021-07-11.
53. ↑  "Carnet n°45 (MP1879) - folio 4". photo.rmn.fr. مؤرشف من الأصل في 2021-07-11. اطلع عليه بتاريخ 2021-07-11.
54. ↑  "Carnet n°45 (MP1879) - folio 5". photo.rmn.fr. مؤرشف من الأصل في 2021-07-11. اطلع عليه بتاريخ 2021-07-11.
55. ↑  "Carnet n°45 (MP1879) - folio 6". photo.rmn.fr. مؤرشف من الأصل في 2021-07-27. اطلع عليه بتاريخ 2021-07-11.